# Pointe du Lac (métro de Paris)
Pour l’article homonyme, voir Pointe-du-Lac (homonymie).
Pointe du Lac est une station de la ligne 8 du métro de Paris, située sur la commune de Créteil. Il s'agit de la 300e station du métro de Paris, ouverte le 8 octobre 2011. Elle est, depuis cette date, le terminus oriental de la ligne 8.
En 2025, elle se verra accolée le terminus du Câble 1, première ligne de téléphérique urbain en Île-de-France. 

## Situation
Elle se situe en extérieur à l'extrême sud de Créteil, proche de la limite de Valenton, à 1,3 kilomètre au sud de la station Créteil - Préfecture, ancien terminus de la ligne, de 1974 à 2011. La station est située au nord de l'atelier de maintenance de la ligne, réalisé dans le cadre du prolongement,. Elle est la dernière du réseau à être dotée d'afficheurs à technologie cathodique.

## Histoire
La station, ouverte le 8 octobre 2011, est devenue le nouveau terminus oriental de la ligne.
Le conseil du STIF, autorité organisatrice des transports en Île-de-France, approuva l'avant-projet du prolongement de la ligne 8 du métro à Pointe du Lac et la convention de financement lors de son conseil du 20 septembre 2006. Les travaux préparatoires débutèrent le 5 mars 2007.
La réalisation du prolongement aura nécessité la réalisation d'un franchissement de la voie rapide RD1, par le biais d'un saut-de-mouton. Cet ouvrage long de 80 m et large de 8,20 m surplombe la ligne de 4,10 m et repose sur des pieux de 80 mm de diamètre ancrés à 18 m de profondeur. Le coût total prévu de l'ouvrage est de 83 millions d'euros.

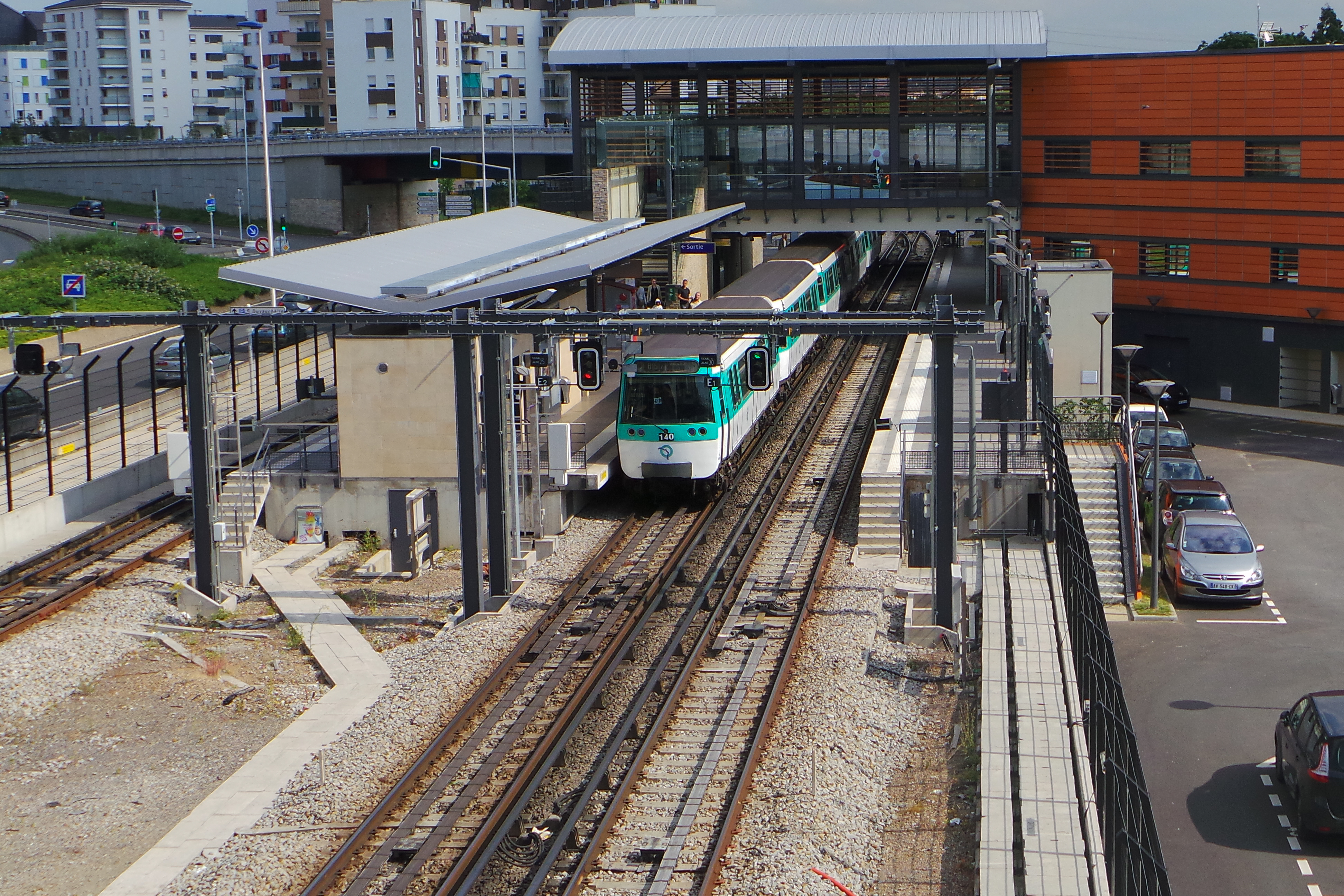
Vue générale de la station.

Elle permet de relier le quartier de la pointe du Lac, le parc des sports (dont le stade de football de l'US Créteil) et le quartier d'affaires d'Europarc au réseau du métro de Paris. Ce projet s'est accompagné de la réalisation d'une ligne de bus en site propre, la nouvelle ligne 393, qui relie entre autres la station de métro à la gare de Sucy - Bonneuil sur la ligne A du RER, et à la gare de Créteil-Pompadour sur la ligne D du RER.
En 2012, première année complète d'exploitation de la station, ils sont 2 177 224 voyageurs, ce qui la place en 238e position sur les 300 stations du réseau par sa fréquentation. Elle a vu entrer 2 849 288 voyageurs en 2019, ce qui la place à la 185e position des stations de métro pour sa fréquentation sur 302,.
En 2020, avec la crise du Covid-19, 1 684 557 voyageurs sont entrés dans cette station ce qui la place à la 150e position des stations de métro pour sa fréquentation.
En 2021, la fréquentation remonte progressivement, avec 2 114 438 voyageurs qui sont entrés dans cette station ce qui la place à la 168e position des stations de métro pour sa fréquentation.

## Services aux voyageurs

### Accès
La station possède un unique accès situé le long de la voie réservée aux bus. Dans le cadre de la construction du Câble 1, une passerelle de correspondance est en cours de réalisation à l'opposé de l'accès existant. Cette passerelle jouera également le rôle d'accès vers et depuis la voie publique, à savoir l'avenue François Mitterrand, en passant au dessus de la RD1.

### Quais
Pointe du lac est une station aérienne de configuration particulière : elle possède trois voies desservant deux quais, l'un pour les arrivées et l'autre pour les départs vers Balard. Du fait de son statut de terminus, le quai latéral d'arrivée est démuni d'auvent, ce qui constitue un cas unique pour une station aérienne du réseau. Des sièges de style « Akiko » de couleur orange équipent le quai de départ en îlot, encadré par deux voies. Le nom de la station est inscrit en police de caractère Parisine sur plaques émaillées.

### Intermodalité
La station est desservie par les lignes 117 et 393 du réseau de bus RATP, par la ligne 428 du réseau de bus Marne et Seine et par la ligne 423 du réseau de bus du Pays Briard.

## Projet
À l'horizon 2025, elle sera être également desservie par le Câble 1, anciennement nommé Téléval, une liaison par téléphérique actuellement en construction entre cette station et Villeneuve-Saint-Georges, via Limeil-Brévannes,.

## À proximité
- Le stade Dominique-Duvauchelle qui accueille l'équipe de football de Créteil
- La Maison du handball, centre national de la Fédération française de handball
- Le quartier d'affaires d'Europarc

Galerie de photographies
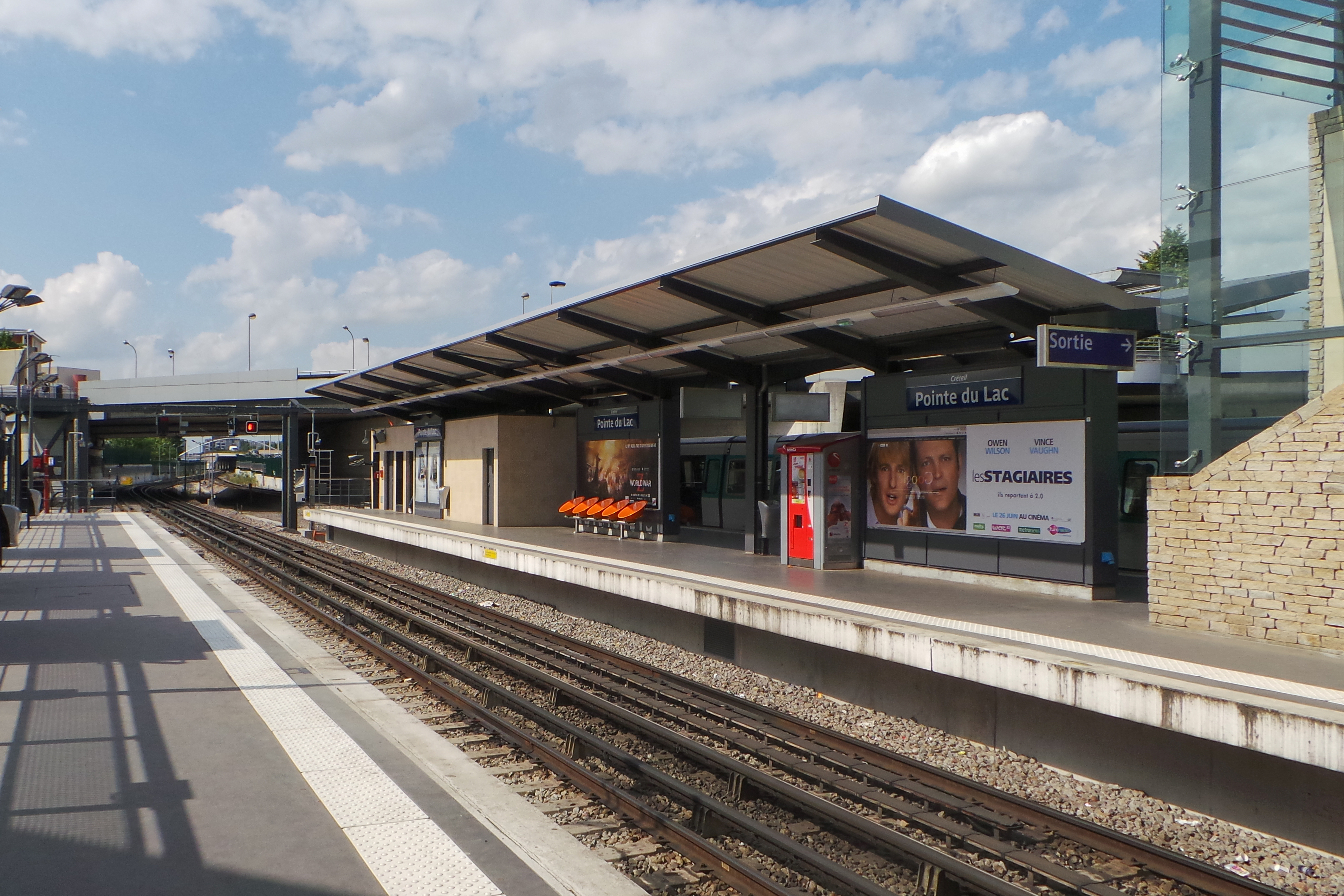
Les quais de la station.
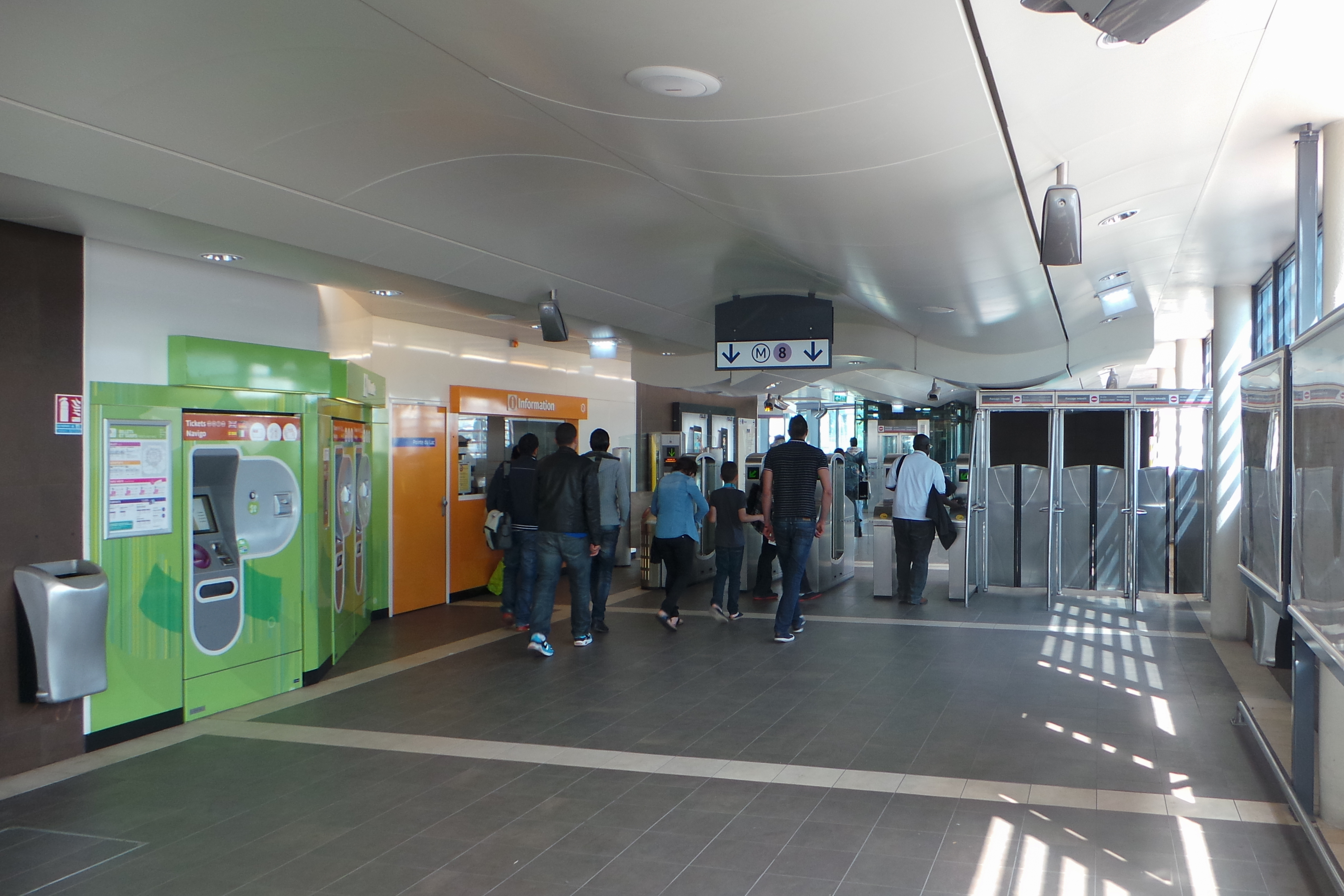
Le guichet dans le hall d'entrée.
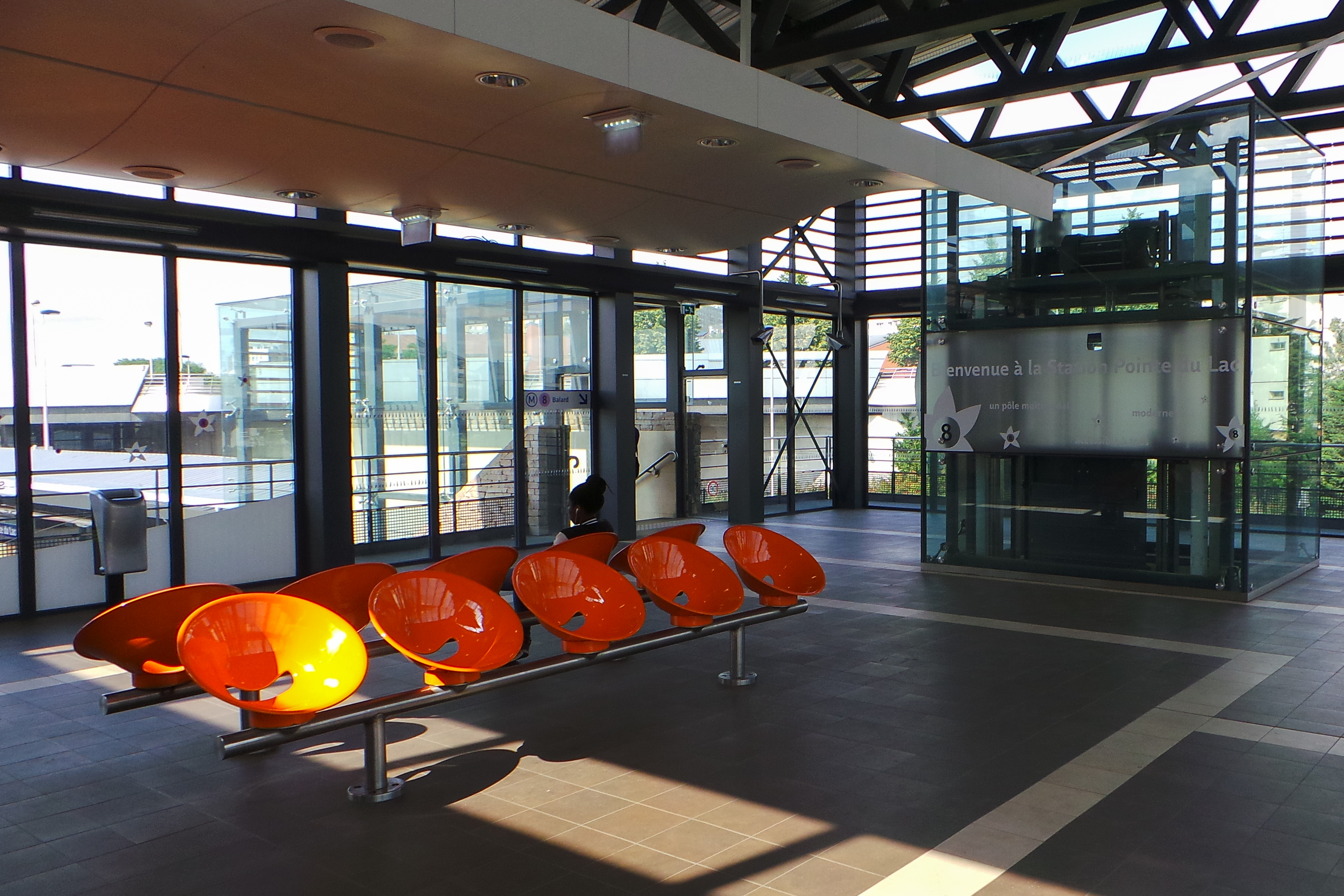
Sièges « Akiko » au fond  du hall.
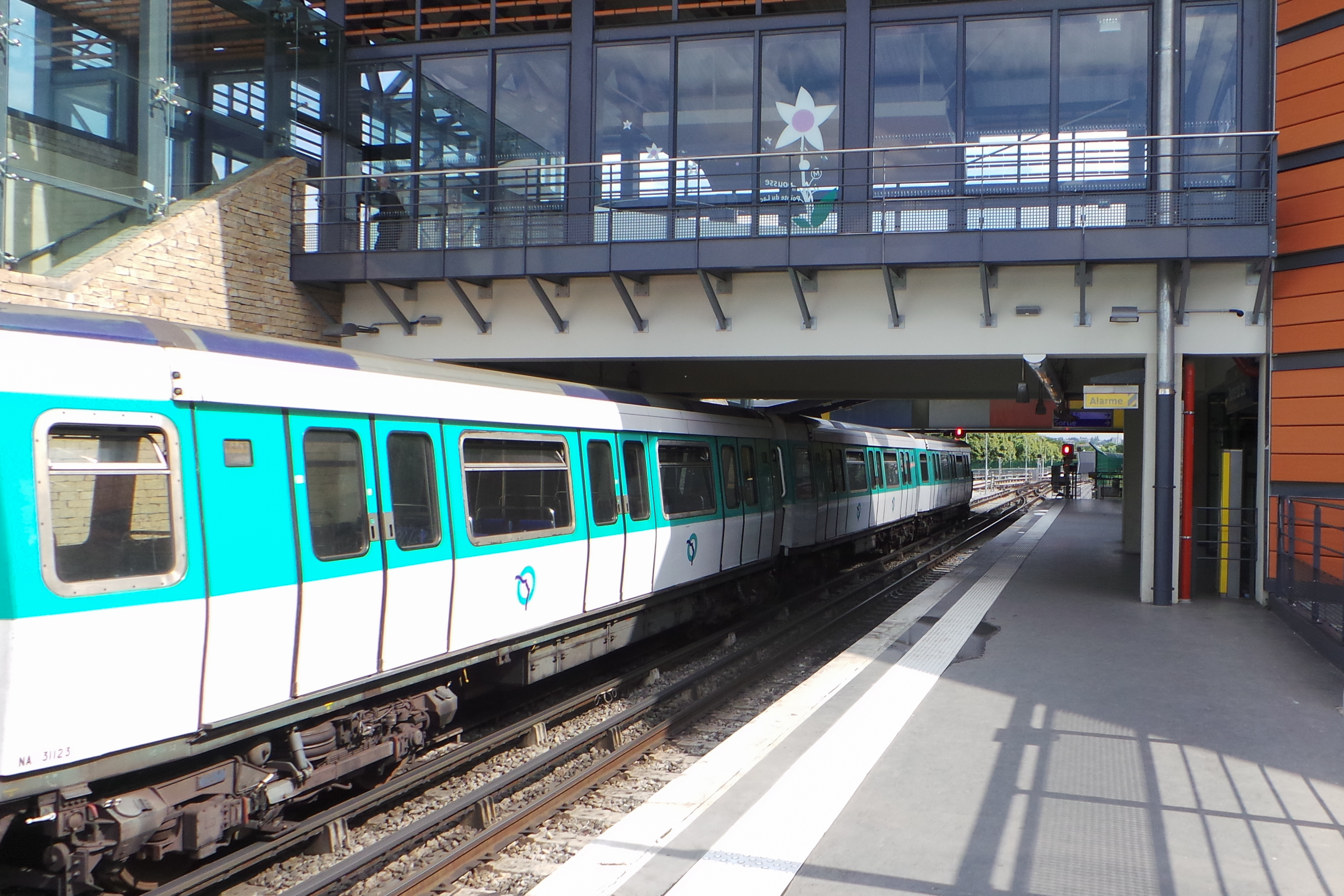
Vue d'un MF 77 à quai et du fond du hall en mezzanine.
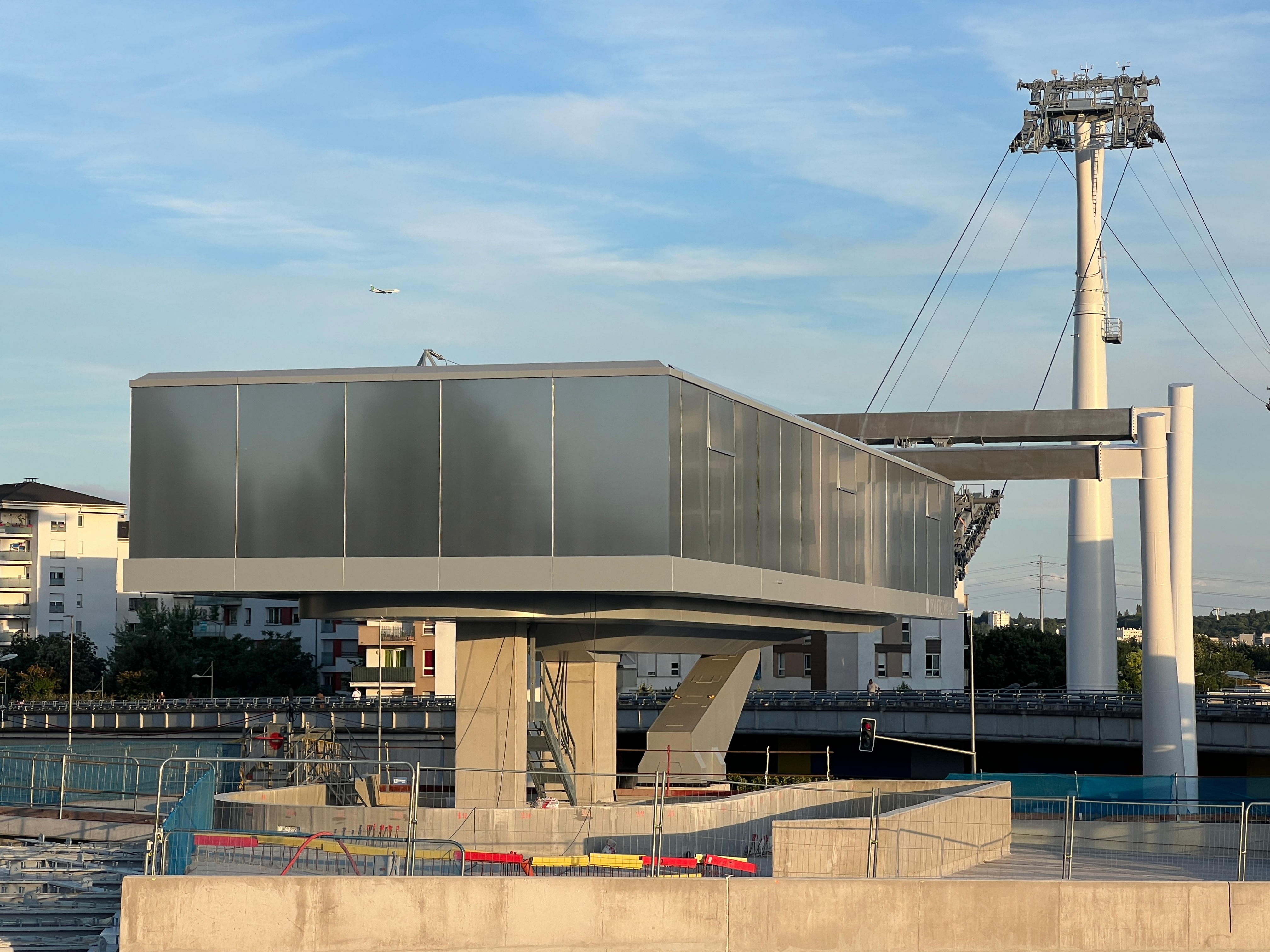
Les installations du Câble 1, en construction.